# Domice de Perse
 (août 2017).
Si vous disposez d'ouvrages ou d'articles de référence ou si vous connaissez des sites web de qualité traitant du thème abordé ici, merci de compléter l'article en donnant les références utiles à sa vérifiabilité et en les liant à la section « Notes et références ».
Saint Domice de Perse est un chrétien martyrisé vers l'an 363, durant le règne de Julien. Selon la tradition, il a été lapidé à Nusaybin, en Mésopotamie, avec deux de ses compagnons. Il est vénéré au Liban et a de nombreuses églises à son nom. 
Le Martyrologe romain mentionne à trois reprises le nom de Domitius (Domice) sans qu'il soit attesté qu'il s'agisse de la même personne. Dans le Calendrier des saints, il apparaît donc sous les dates du 23 mars, du 5 juillet et du 7 août, cette dernière étant la plus souvent observée. Ainsi, au Liban, on organise chaque année des festivités, le 7 août, pour la fête de la Saint-Domice. 
Une fresque du VIIIe siècle de l'Église Santa Maria Antiqua, à Rome, représente le saint.
La relique du saint est conservée à l'église San Francesco de Naro, en Sicile.